# Campionati del mondo di atletica leggera 2019 - 3000 metri siepi maschili
La gara dei 3000 metri siepi maschili dei Campionati del mondo di atletica leggera 2019 si è svolta tra il 1° e il 4 ottobre.

## Podio
| Pos.    | Atleta              | Nazionalità | Tempo   |
| ------- | ------------------- | ----------- | ------- |
| Oro     | Conseslus Kipruto   | Kenya       | 8'01"35 |
| Argento | Lamecha Girma       | Etiopia     | 8'01"36 |
| Bronzo  | Soufiane El Bakkali | Marocco     | 8'03"76 |

## Situazione pre-gara

### Record
Prima di questa competizione, il record del mondo (RM) e il record dei campionati (RC) erano i seguenti.
| Record                | Prestazione | Atleta                    | Data                               | Competizione            |
| --------------------- | ----------- | ------------------------- | ---------------------------------- | ----------------------- |
| Record mondiale       | 7'53"63     | Saif Saaeed Shaheen Qatar | 3 settembre 2004 Bruxelles, Belgio | Memorial Van Damme 2004 |
| Record dei campionati | 8'00"43     | Ezekiel Kemboi Kenya      | 18 agosto 2009 Berlino, Germania   | Mondiali 2009           |

### Campioni in carica
I campioni in carica a livello mondiale e olimpico erano:
| Campione | Atleta                  | Prestazione | Data                                   | Competizione   |
| -------- | ----------------------- | ----------- | -------------------------------------- | -------------- |
| Olimpico | Conseslus Kipruto Kenya | 8'03"28     | 17 agosto 2016 Rio de Janeiro, Brasile | Olimpiadi 2016 |
| Mondiale | Conseslus Kipruto Kenya | 8'14"12     | 8 agosto 2017 Londra, Regno Unito      | Mondiali 2017  |

### La stagione
Prima di questa gara, gli atleti con le migliori tre prestazioni dell'anno erano:
| Pos. | Atleta                      | Prestazione | Data                                |
| ---- | --------------------------- | ----------- | ----------------------------------- |
| 1    | Soufiane El Bakkali Marocco | 8'04"82     | 12 luglio 2019 Principato di Monaco |
| 2    | Benjamin Kigen Kenya        | 8'05"12     | 12 luglio 2019 Principato di Monaco |
| 3    | Getnet Wale Etiopia         | 8'05"51     | 12 luglio 2019 Principato di Monaco |

## Risultati

### Batterie
Le batterie si sono tenute il 1º ottobre dalle ore 18:15.

Qualificazione: i primi tre di ogni batteria (Q) e i sei tempi migliori (q) si qualificano alle semifinali.
| Pos. | Batteria         | Nome                     | Nazionalità      | Tempo   | Note                                     |
| ---- | ---------------- | ------------------------ | ---------------- | ------- | ---------------------------------------- |
| 1    | 1                | Getnet Wale              | Etiopia          | 8'12"96 | Q                                        |
| 2    | 1                | Djilali Bedrani          | Francia          | 8'13"02 | Q                                        |
| 3    | 1                | Leonard Kipkemoi Bett    | Kenya            | 8'13"07 | Q                                        |
| 4    | 1                | Matthew Hughes           | Canada           | 8'13"12 | q,                                       |
| 5    | 1                | Fernando Carro           | Spagna           | 8'13"56 | q                                        |
| 6    | 2                | Lamecha Girma            | Etiopia          | 8'16"64 | Q                                        |
| 7    | 2                | Soufiane El Bakkali      | Marocco          | 8'17"96 | Q                                        |
| 8    | 2                | Abraham Kibiwott         | Kenya            | 8'18"46 | Q                                        |
| 9    | 2                | Andrew Bayer             | Stati Uniti      | 8'18"66 | q                                        |
| 10   | 1                | Stanley Kebenei          | Stati Uniti      | 8'19"02 | q                                        |
| 11   | 3                | Conseslus Kipruto        | Kenya            | 8'19"20 | Q                                        |
| 12   | 3                | Benjamin Kigen           | Kenya            | 8:19"44 | Q                                        |
| 13   | 3                | Hillary Bor              | Stati Uniti      | 8'20"67 | Q                                        |
| 14   | 3                | Chala Beyo               | Etiopia          | 8'21"09 | q                                        |
| 15   | 1                | Zak Seddon               | Regno Unito      | 8'22"51 | q                                        |
| 16   | 2                | Albert Chemutai          | Uganda           | 8'23"08 |                                          |
| 17   | 3                | Ibrahim Ezzaydouni       | Spagna           | 8'23"99 |                                          |
| 18   | 3                | Benjamin Kiplagat        | Uganda           | 8'24"44 | Miglior prestazione personale stagionale |
| 19   | 1                | Yohanes Chiappinelli     | Italia           | 8'24"73 |                                          |
| 20   | 3                | Avinash Sable            | India            | 8'25"23 | qR,                                      |
| 21   | 2                | Altobeli da Silva        | Brasile          | 8'25"34 | Miglior prestazione personale stagionale |
| 22   | 1                | Amor Ben Yahia           | Tunisia          | 8'26"12 | Miglior prestazione personale stagionale |
| 23   | 2                | Yemane Haileselassie     | Eritrea          | 8'26"58 |                                          |
| 24   | 1                | Martin Grau              | Germania         | 8'26"79 | Miglior prestazione personale stagionale |
| 25   | 1                | Tom Erling Kårbø         | Norvegia         | 8'27"01 | Miglior prestazione personale            |
| 26   | 1                | Boniface Abel Sikowo     | Uganda           | 8'27"96 |                                          |
| 27   | 2                | Osama Zoghlami           | Italia           | 8'28"57 |                                          |
| 28   | 2                | Daniel Arce              | Spagna           | 8'31"69 |                                          |
| 29   | 3                | Topi Raitanen            | Finlandia        | 8'32"44 |                                          |
| 30   | 3                | Ryan Smeeton             | Canada           | 8'32"53 |                                          |
| 31   | 2                | Karl Bebendorf           | Germania         | 8'32"58 |                                          |
| 32   | 2                | John Gay                 | Canada           | 8'33"74 |                                          |
| 33   | 3                | Carlos Andrés Martín     | Colombia         | 8'35"10 |                                          |
| 34   | 2                | Bilal Tabti              | Algeria          | 8'35"15 |                                          |
| 35   | 3                | Salem Mohamed Attiaallah | Egitto           | 8'35"18 |                                          |
| 36   | 1                | Abdelkarim Ben Zahra     | Marocco          | 8'36"67 |                                          |
| 37   | 3                | Yoann Kowal              | Francia          | 8'37"90 |                                          |
| 38   | 3                | Takele Nigate            | Etiopia          | 8'38"34 |                                          |
| 39   | 1                | Kaur Kivistik            | Estonia          | 8'39"26 |                                          |
| 40   | 3                | Yaser Bagharab           | Qatar            | 8'39"65 |                                          |
| 41   | 2                | Rantso Mokopane          | Sudafrica        | 8'42"22 |                                          |
| 42   | 2                | Ben Buckingham           | Australia        | 8'42"86 |                                          |
| 43   | 2                | Krystian Zalewski        | Polonia          | 8'51"79 |                                          |
| 44   | 3                | Otmane Nait-Hammou       | Atleti Rifugiati | 9'30"17 |                                          |
|      | 1                | Fouad Idbafdil           | Atleti Rifugiati | dnf     | dnf                                      |
| 3    | Mohamed Tindouft | Marocco                  |                  | dnf     | dnf                                      |

### Finale
La finale si è svolta il 4 ottobre alle ore 21:45.
| Pos.    | Nome                  | Nazionalità | Tempo   | Note                                     |
| ------- | --------------------- | ----------- | ------- | ---------------------------------------- |
| Oro     | Conseslus Kipruto     | Kenya       | 8'01"35 | Miglior prestazione mondiale stagionale  |
| Argento | Lamecha Girma         | Etiopia     | 8'01"36 | Record nazionale                         |
| Bronzo  | Soufiane El Bakkali   | Marocco     | 8'03"76 | Miglior prestazione personale stagionale |
| 4       | Getnet Wale           | Etiopia     | 8'05"21 | Miglior prestazione personale            |
| 5       | Djilali Bedrani       | Francia     | 8'05"23 | Miglior prestazione personale            |
| 6       | Benjamin Kigen        | Kenya       | 8'06"95 |                                          |
| 7       | Abraham Kibiwott      | Kenya       | 8'08"52 |                                          |
| 8       | Hillary Bor           | Stati Uniti | 8'09"33 |                                          |
| 9       | Leonard Kipkemoi Bett | Kenya       | 8'10"64 |                                          |
| 10      | Stanley Kebenei       | Stati Uniti | 8'11"15 | Miglior prestazione personale stagionale |
| 11      | Fernando Carro        | Spagna      | 8'12"31 |                                          |
| 12      | Andrew Bayer          | Stati Uniti | 8'12"47 | Miglior prestazione personale            |
| 13      | Avinash Sable         | India       | 8'21"37 | Record nazionale                         |
| 14      | Matthew Hughes        | Canada      | 8'24"78 |                                          |
| 15      | Zak Seddon            | Regno Unito | 8'40"23 |                                          |
|         | Chala Beyo            | Etiopia     | dnf     | dnf                                      |